# GSK3B
GSK3B (англ. Glycogen synthase kinase 3 beta) – білок, який кодується однойменним геном, розташованим у людей на короткому плечі 3-ї хромосоми.  Довжина поліпептидного ланцюга білка становить 420 амінокислот, а молекулярна маса — 46 744.
| 10         |  | 20         |  | 30         |  | 40         |  | 50         |
| ---------- |  | ---------- |  | ---------- |  | ---------- |  | ---------- |
| MSGRPRTTSF |  | AESCKPVQQP |  | SAFGSMKVSR |  | DKDGSKVTTV |  | VATPGQGPDR |
| PQEVSYTDTK |  | VIGNGSFGVV |  | YQAKLCDSGE |  | LVAIKKVLQD |  | KRFKNRELQI |
| MRKLDHCNIV |  | RLRYFFYSSG |  | EKKDEVYLNL |  | VLDYVPETVY |  | RVARHYSRAK |
| QTLPVIYVKL |  | YMYQLFRSLA |  | YIHSFGICHR |  | DIKPQNLLLD |  | PDTAVLKLCD |
| FGSAKQLVRG |  | EPNVSYICSR |  | YYRAPELIFG |  | ATDYTSSIDV |  | WSAGCVLAEL |
| LLGQPIFPGD |  | SGVDQLVEII |  | KVLGTPTREQ |  | IREMNPNYTE |  | FKFPQIKAHP |
| WTKVFRPRTP |  | PEAIALCSRL |  | LEYTPTARLT |  | PLEACAHSFF |  | DELRDPNVKL |
| PNGRDTPALF |  | NFTTQELSSN |  | PPLATILIPP |  | HARIQAAAST |  | PTNATAASDA |
| NTGDRGQTNN |  | AASASASNST |  |            |  |            |  |            |

A: Аланін

C: Цистеїн

D: Аспарагінова кислота

E: Глутамінова кислота

F: Фенілаланін

G: Гліцин

H: Гістидин

I: Ізолейцин

K: Лізин

L: Лейцин

M: Метіонін

N: Аспарагін

P: Пролін

Q: Глутамін

R: Аргінін

S: Серин

T: Треонін

V: Валін

W: Триптофан

Кодований геном білок за функціями належить до трансфераз, кіназ, серин/треонінових протеїнкіназ, білків розвитку, фосфопротеїнів, інгібіторів трансдукції сигналу. 
Задіяний у таких біологічних процесах як біологічні ритми, вуглеводний обмін, метаболізм глікогену, диференціація, нейрогенез, сигнальний шлях Wnt, альтернативний сплайсинг. 
Білок має сайт для зв'язування з АТФ, нуклеотидами. 
Локалізований у клітинній мембрані, цитоплазмі, ядрі, мембрані.